# Munio Flaínez
Munio Flaínez (morto ca. 962), filho do conde Flaín Éctaz e de Brunilde, foi um rico-homem e magnata Leonês que viveu no século X  e foi conde em Leão. Membro da linhagem Flaínez, foi o bisavô paterno de Rodrigo Dias de Vivar, o Cid  e o trisavô de sua esposa Jimena Dias.

## Biografia
Sua presença na cúria régia foi escassa na documentação. Aparece pela primeira vez em 943 confirmando uma carta relacionada com seu sogro e desde esse ano, até 962 fazendo várias doações ao Mosteiro de São Bento de Sahagún e a Catedral de León e adquirindo diversas propriedades,  incluindo uma vila no vale de Laurenzo. A maioria de seus bens estavam nas montanhas ásture-leonesas e no alto Rio Esla e Porma, a maior parte nas proximidades de Valdoré.
O conde Munio faleceu a meados de 962 e sua última aparição na documentação foi em março desse ano. A sua esposa Froiloba aparece sozinha a partir dessa data fazendo várias aquisições e incrementando o patrimônio familiar.

## Matrimónio e descendência
Casou com Froiloba, filha de Bermudo Nunes, conde de Cea e proeminente magnata na corte do rei Ramiro II, e de sua esposa Argilo, na década dos anos quarenta e antes de 947 quando aparecen juntos pela primeira vez.. Munio e Froiloba foram o pais de três filhos:
- Flaín Munhoz, conde que casou pela primeira vez com Justa Fernandez de Cea, sua prima-irmã, filha de Fernando Bermudes e depois de enviuvar, com Justa Pepiz.[1][7]
- Jimena Munhoz (morta depois de 991) casada com Gonçalo Gomes, filho de Gomes Mirelliz, com quem teve a Gonçalo Gonçalves;[1][7]
- Velasco Munhoz, casado com Natalia cognomento Godo Braoliz,[7] com descendência.